# Wojciech Gryczewski
Wojciech Jan Gryczewski (ur. 3 grudnia 1934 w Sierpcu) – polski prawnik, adwokat, poseł na Sejm X kadencji.

## Życiorys
Ukończył w 1958 studia prawnicze na Uniwersytecie im. Adama Mickiewicza w Poznaniu. Uzyskał następnie uprawnienia adwokata, prowadzi kancelarię adwokacką w Olsztynie. W latach 1962–1965 był sędzią Sądu Powiatowego w Mrągowie, a od 1966 do 1968 radcą prawnym w przedsiębiorstwach i spółdzielniach. W latach 1979–1983 i od 1986 był dziekanem Okręgowej Rady Adwokackiej w Olsztynie. Członek Naczelnej Rady Adwokackiej.
W latach 1989–1991 sprawował mandat posła na Sejm kontraktowy z ramienia Zjednoczonego Stronnictwa Ludowego, wybranego w okręgu olsztyńskim, w trakcie kadencji wstąpił do Polskiego Stronnictwa Ludowego. Zasiadał w Komisji Odpowiedzialności Konstytucyjnej, której był zastępcą przewodniczącego, oraz w Komisji Obrony Narodowej, a także w Komisji Konstytucyjnej. W kolejnych wyborach nie ubiegał się o reelekcję.
W okresie 1993–1997 pełnił funkcję sędziego Trybunału Stanu, wybranego z rekomendacji PSL. Od 2004 przez kilka lat wchodził w skład rady programowej Radia Olsztyn.

## Odznaczenia
- Krzyż Kawalerski Orderu Odrodzenia Polski (1988)
- Złoty Krzyż Zasługi
- Medal 40-lecia Polski Ludowej